# Vegagasse (Ljubljana)
Vegova ulica (deutsch: Vegagasse) ist der Name einer der ältesten Straßen in der Altstadt von Ljubljana westlich der Ljubljanica im Stadtbezirk Center von Ljubljana. Sie ist benannt nach dem slowenischen Mathematiker Georg Vega (1754 bis 1802).

## Geschichte
Die Straße hieß bis 1876 ‘‘Gradišče Vorstadt‘‘ und ‘‘Untere Gradischagasse (Dolnje Gradišče)‘‘.  Gradišče ist eine in Slowenien häufige Ortsbezeichnung und bedeutet Befestigter Ort.
Seit 2021 ist die Vegova ulica Teil der Weltkulturerbestätte Die Werke von Jože Plečnik in Ljubljana – am Menschen orientierte Stadtgestaltung.

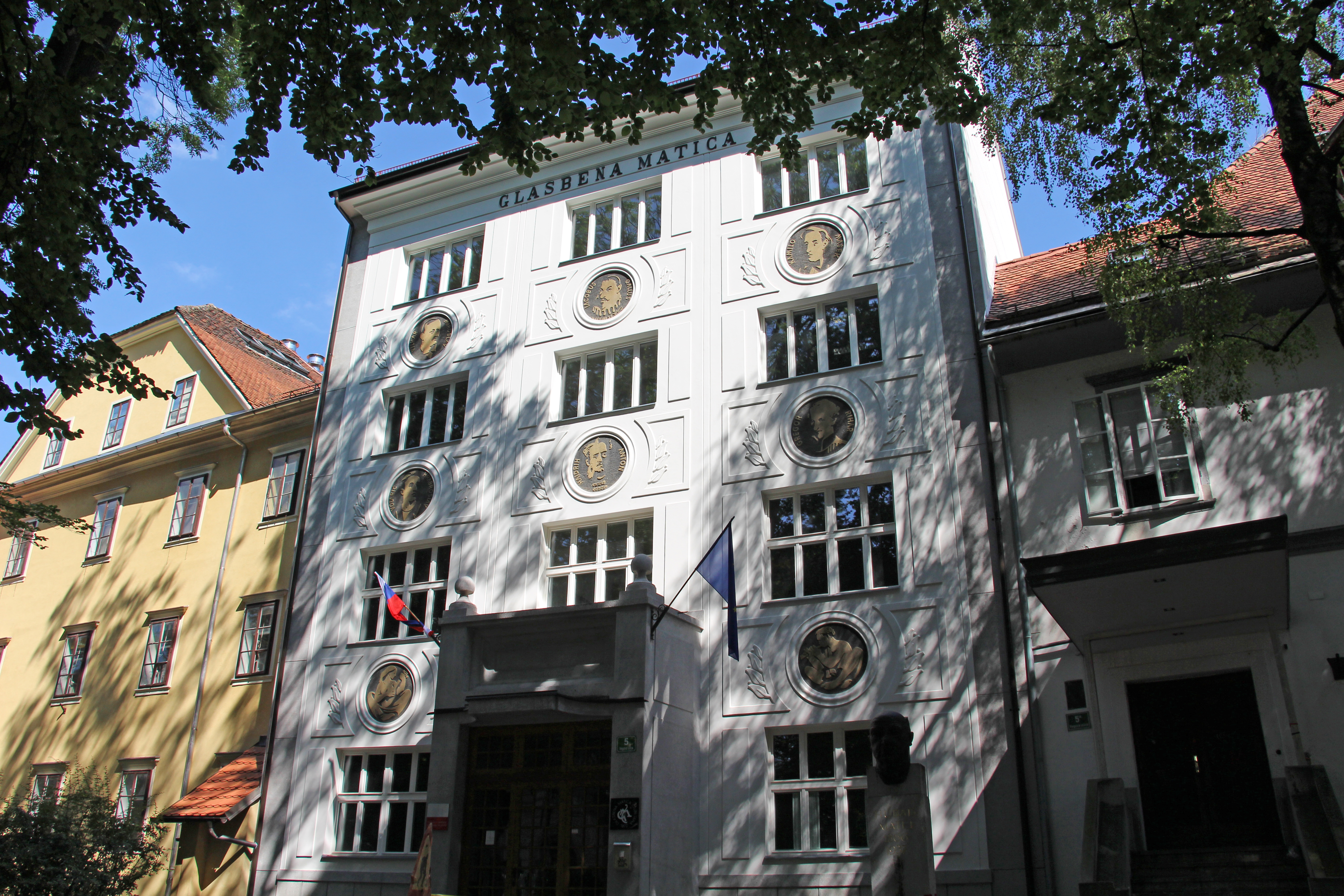
Glasbena matica

## Lage
Die Vegova ulica verläuft vom Kongressplatz nach Süden zum Trg francoske revolucje.

## Abzweigende Straßen
Die Straße berührt von Nord nach Süd folgende Straßen und Orte: Peternelova ulica, Soteska, Turjaška ulica und Gregorčičeva ulica.

## Bauwerke und Einrichtungen

### Gebäude
- Krainer Landhaus (Hauptgebäude der Universität Ljubljana)
- Vegova-Gymnasium (Realka)[6]
- Glasbena matica[7]
- Slowenische National- und Universitätsbibliothek

### Denkmäler
- Terrasse mit Büsten von drei Slawisten: France Kidrič (1880 bis 1950), Fran Ramovš (1890 bis 1952), Rajko Nahtigal (1877 bis 1958). Die Bronzebüsten wurden 1961 von Boris Kalin geschaffen und stehen an der Westseite der Slowenischen National- und Universitätsbibliothek.
- Stolpersteine (Hausnummer 8)